# 事故調 (小説)
『事故調』（じこちょう）は、伊兼源太郎による日本の推理小説。2014年5月30日にKADOKAWAから単行本が刊行された。
元新聞記者である著者が神戸にいた頃、実際に明石の海岸で起こった陥没事故やそれに関する報道に着想を得て執筆された。また、主人公を正義感で事件を追う若者にせず40歳手前の元刑事にしたのは、こういった事故では“何もしなかった”ことが問題となるため、主人公にも同じ後悔を抱えさせ、自らの過去とも向き合うような話にしたかったからだとインタビューで話している。
2015年4月1日にはテレビ東京「水曜ミステリー9」で春の特選サスペンスとしてテレビドラマ化された。

## テレビドラマ

### あらすじ（テレビドラマ）
3年前、県警捜査一課の刑事だった黒木浩一は、犯人追跡中のミスで人質を死なせてしまい、警察を辞職、現在は市役所の広報課で文字通り「公僕」として黙々と働いていた。そんなある日、8年前に市長の肝煎りで作られた人工海岸で陥没事故が起こり、家族で遊んでいた9歳の少年が生き埋めになり、意識不明の重体に陥る。
元刑事という職歴を買われ、権田市長直々に、事故の特命調査を命じられた黒木は、市長の意をすぐに解し、市に事故の責任がないことを調査委員会より先に証明することになる。聞き取り調査では、市の関係者は口を揃えて、前例がない、慣例だ、想定外だと述べ、黒木はより一層事故は人災だとの思いを強くするが、市に責任があってはならないため、黒木は刑事時代の伝手で情報屋に調査委員会の委員長の身内の汚点を探らせ、調査に手心を加えるよう暗に脅す。その夜、帰宅した黒木の自宅に「陥没は事故ではない  殺人未遂だ」と告発状が届く。
疑念を抱きながらも調査を続ける黒木は、海岸の施工ファイルが1冊紛失していることが分かり、事故を隠蔽しようとする人間と、事故の真相を明らかにしようとする2つの勢力の存在があることに気が付く。間もなく、意識不明だった少年が亡くなったとの知らせが入り、黒木は市長の意を翻す決意をする。やがて、施工業者が所有していたファイルから、海岸完成間近に土のう袋が用途を隠して購入されていたことが判明する。入院中の施工業者に面会を求めるが、体調が思わしくなく、医師から面会を禁じられる。帰宅した黒木は、再び封書を受け取る。中には、権田市長の署名入りの念書を写した写真が入っていた。かつての同僚・阿南に依頼し、念書の相手について調べてもらうと、現在、県警捜査二課が内偵を進めていることが分かったが、詳しいことは分からないという。椎名と共に独自に調査をすると、志村市内で横行する不正軽油の利ざやから市長が政治資金を得ている事実を突き止める。
医師から面会を許されていなかった、施工の下請け業者・俵屋工務店の社長から会いたいと連絡を受け、黒木が病院に駆けつけると、俵屋は陥没を予見していたことや市の担当者に報告していたことを明かす。怒りが頂点に達した黒木は市長室に乗り込み、事実を公表すると宣言するが、市長は陥没については解決済みだと報告を受けていたこと、自身の不正についても認め、公表でも何でもすればよいと話した。黒木は、責めを負うべき、報告を怠った当時の責任者を見つけ出し、自殺しようとしていた彼を止め糾弾する。翌日、黒木の主導で事故の記者会見が開かれ、市長は辞職を表明、事故後すぐに次期市長選への立候補を表明していた枡島市議の不正についても明らかにしていく。責任をなすり付けようとする怒号が飛び交い、会見場が騒然とする中、黒木は保身に走る彼らを一喝する。
市長の辞職で市政は滞り、市役所には苦情を言う人々が絶えない。黒木は事故現場の近くで一人佇みながら、これで良かったのだろうかと思いながら、生きていれば後悔することが尽きないことを噛みしめるのだった。

### キャスト

#### 主要キャスト
黒木 浩一
演 - 小澤征悦
志村市役所 広報課職員。
3年前まで、県警捜査一課の刑事だったが、刑事殺しの犯人追跡中に、犯人が持っていた拳銃の残弾数を間違え、人質に取られていた女性を目の前で殺されてしまい、辞職した。今でも、当時の光景を夢に見てはうなされる。
長田 花恵
演 - 西田尚美
志村海岸で9歳の息子・秀太（演：須田琉雅）と5歳の娘・楓（演：須田理央）と遊んでいたところ、突如砂が陥没し、秀太が生き埋めになり、意識不明の重体の後、死亡する。
権田 邦夫
演 - 岸部一徳
志村市長。5期連続20年市長を務め、地方都市である志村市の経済・福祉・観光を発展させ、環境問題にも積極的に取り組んできた。事故調査委員会に先んじて、市に事故の責任がないことを証明するよう、黒木に特命調査を命じる。
8年前、市長の肝煎りで人工海岸を造成し、市の花火大会やバーベキュー場として、市民の憩いの場となっていた。
佐川 誠
演 - 西村雅彦
志村市役所 市民局長。
9年前、部下と内密に産業廃棄物の不法投棄を調べていて、決定的な証拠を掴んだが、権田に職域を越えていると調査の中止を求められた。納得できないまま調査を続けていた部下が投棄業者の関係者に殺害され、マスコミの袋だたきに遭い、妻は娘を道連れに自殺した。
椎名 圭佑
演 - 北村有起哉（友情出演）
バー「シージャンゴ」マスター。黒木が刑事時代に情報屋として世話になっていた。
阿南 聡
演 - 袴田吉彦
県警の刑事。黒木の元同僚。3年前の事件では、黒木と同じ現場におり、事件後は生活安全課に異動となった。
佐藤 秀樹
演 - 堀内正美
志村海岸陥没事故調査委員会 委員長。神浜大学工学部教授。
息子が麻薬を使用している写真を黒木に見せられ、調査に手心を加える。後に黒木が翻意し、正当な調査を懇願するが、既に市長側から別の依頼があった模様で、市に有利な判定を下す。

#### 志村市役所
中村 靖信
演 - 梶原善
広報課長。
宮前 有里
演 - 平山あや
広報課。

石沼 健司
演 - 樋渡真司
前 海岸治水課長、現 環境局長。
安藤 誠治
演 - 新井康弘
土木局 土木統括室長。
諏訪 幸二郎
演 - 大谷亮介
前 海岸整備課長。

#### その他
枡島 崇
演 - 乃木涼介
志村市議会議員。
島崎 勝吉
演 - 蛭子能収
海岸公園協会委託職員。

吉田 重雄
演 - 田中隆三
調査委員 / 海洋総合技術研究所課長。
鷲尾 雄次
演 - 剛たつひと
調査委員 / 国土交通省 技術政策総合研究所 総務官。
桑島 一郎
演 - 近江谷太朗
調査委員 / 東亜館大学工学部教授。
俵屋 耕造
演 - 品川徹
俵屋工務店社長。

その他 - みのすけ、坂田聡、中野英樹、久ヶ沢徹、珠子、中村真知子、辻つとむ ほか

### スタッフ
- 原作 - 伊兼源太郎 『事故調』（KADOKAWA）
- 脚本 - ブラジリィー・アン・山田
- 監督 - 木川学
- 取材協力 - 横井技術士事務所
- 撮影 - 大鋸恵太
- 照明 - 阿部慶治
- VE - 高梨剣
- 録音 - 中山寿範
- 編集 - 渋谷陽一
- CG - 目崎利幸、岡野正広
- 操演 - 島尻忠次（ローカスト）
- アクションコーディネート - 吉田浩之
- 撮影協力 - 湘南国際村センター、座間市、ざまロケーションサービス、文京区、熱海市観光推進室、小田原市立病院
- 医療監修 - 井原義二、呉行弼
- 技術協力 - バスク
- 美術協力 - 京映アーツ
- チーフプロデューサー - 橋本かおり（テレビ東京）
- プロデューサー - 渡辺一仁（テレビ東京）、河添太、宮内貴子
- 製作 - テレビ東京、BSジャパン、角川映画